# 奧列克西伊夫卡 (洛佐瓦區)
48°52′10″N 36°7′28″E / 48.86944°N 36.12444°E
阿列克西伊夫卡（烏克蘭語：Олексіївка）是位於烏克蘭東部的村莊，由哈爾科夫州洛佐瓦區的洛佐瓦市鎮負責管轄。該村距離新伊萬尼夫卡5公里，始建於1919年，面積0.37平方公里，海拔高度130米，2001年人口107。